# Gouvernement Paasikivi I
République de Finlande
Svinhufvud I Ingman I 
Le gouvernement Paasikivi I est le 2e gouvernement de la République de Finlande, qui a siégé 185 jours du 27 mai 1918 au 27 novembre 1918.